# Ноласко, Педро Хулио
Пе́дро Ху́лио Нола́ско (исп. Pedro Julio Nolasco; 2 февраля 1962, Ла-Романа — 15 сентября 1995, там же) — доминиканский боксёр легчайших весовых категорий, выступал за сборную Доминиканской Республики в конце 1970-х — начале 1980-х годов. Бронзовый призёр летних Олимпийских игр в Лос-Анджелесе, обладатель двух серебряных медалей Панамериканских игр, бронзовый медалист Игр Центральной Америки и Карибского бассейна, многократный победитель и призёр национального первенства. В период 1986—1989 боксировал на профессиональном уровне, но без особых достижений.

## Биография
Педро Ноласко родился 2 февраля 1962 года в городе Ла-Романа. Первого серьёзного успеха на ринге добился в 1978 году, когда в наилегчайшем весе выиграл бронзовую медаль на Играх Центральной Америки и Карибского бассейна в Медельине. Год спустя съездил на Панамериканские игры в Сан-Хуан, откуда привёз медаль серебряного достоинства. В 1982 году боролся за призы на чемпионате мира в Мюнхене, но уже в первом же своём бою на турнире потерпел поражение от американца Бернарда Грея. В 1983 году побывал на Панамериканских играх в Каракасе, в легчайшей весовой категории выиграл серебро.
Благодаря череде удачных выступлений удостоился права защищать честь страны на летних Олимпийских играх 1984 года в Лос-Анджелесе, нёс доминиканское знамя на церемонии открытия. В итоге дошёл до стадии полуфиналов и со счётом 0:5 уступил итальянцу Маурицио Стекке. Ноласко добыл бронзовую медаль, и это первая олимпийская медаль в истории Доминиканской Республики (следующая будет завоёвана только спустя 20 лет легкоатлетом Феликсом Санчесом на Играх в Афинах).
В 1986 году Педро Ноласко решил попробовать себя среди профессионалов, в мае провёл свой первый профессиональный бой, в полулёгкой весовой категории по очкам переиграл американца Сэмми Руиса. Тем не менее, дальнейшая его карьера складывалась уже не так удачно, в четвёртом поединке он проиграл не очень сильному американцу Андре Смиту, затем последовали два поражения от будущего чемпиона мира Всемирной боксёрской ассоциации мексиканца Тони Лопеса.
После ещё нескольких неудач в январе 1989 года Ноласко всё-таки вышел на титульный бой за вакантное звание чемпиона мира по версии Всемирной боксёрской организации — его соперником стал обидчик по Олимпийским играм Маурицио Стекка, и удача вновь была не на стороне доминиканца, он вынужден был отказаться от продолжения боя после окончания пятого раунда. На этом карьера профессионального боксёра для Ноласко завершилась, в его послужном списке 11 матчей, 5 побед (1 досрочно), 6 поражений. Покинув ринг, Педро Хулио Ноласко с семьёй жил в своём родном городе Ла-Романа. Был убит 15 сентября 1995 года грабителями, ворвавшимися в его дом.